# Colonia Ulpia Traiana

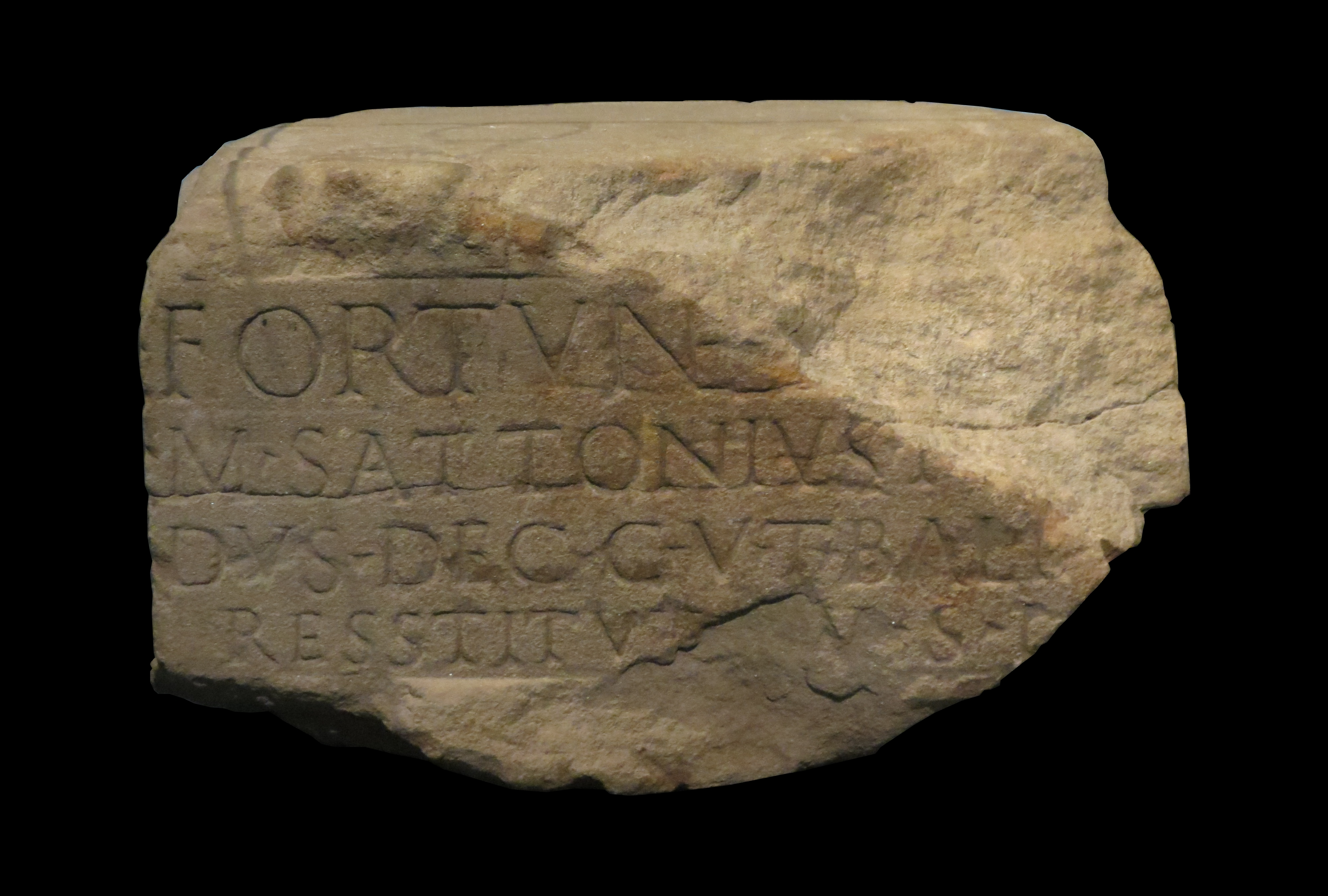
Votiefsteen van raadslid Marcus Sattonius lucundus in de thermen van Heerlen.

Colonia Ulpia Traiana (CUT) was een Romeinse stad die nabij de huidige Duitse stad Xanten lag.
De stad was genoemd naar keizer Trajanus, die haar rond het jaar 100 de status van Colonia had gegeven. Hiermee behoorde zij tot de circa 150 steden in het Romeinse Rijk die dit hoogste stadsrecht bezaten en die als "navolgingen van Rome" golden. Met een oppervlakte van 73 hectare was Colonia Ulpia Traiana na Colonia Claudia Ara Agrippinensium (Keulen) en Augusta Treverorum (Trier) de derde grootste Romeinse stad ten noorden van de Alpen en een van de belangrijkste steden van de provincie Germania Inferior. De stad was het centrum voor een groot gebied en de openbare gebouwen tonen zowel de hoge status van de stad als haar gerichtheid op de Romeinse cultuur. Op het terrein van de stad is het Archeologisch Park Xanten gevestigd.

## Geschiedenis

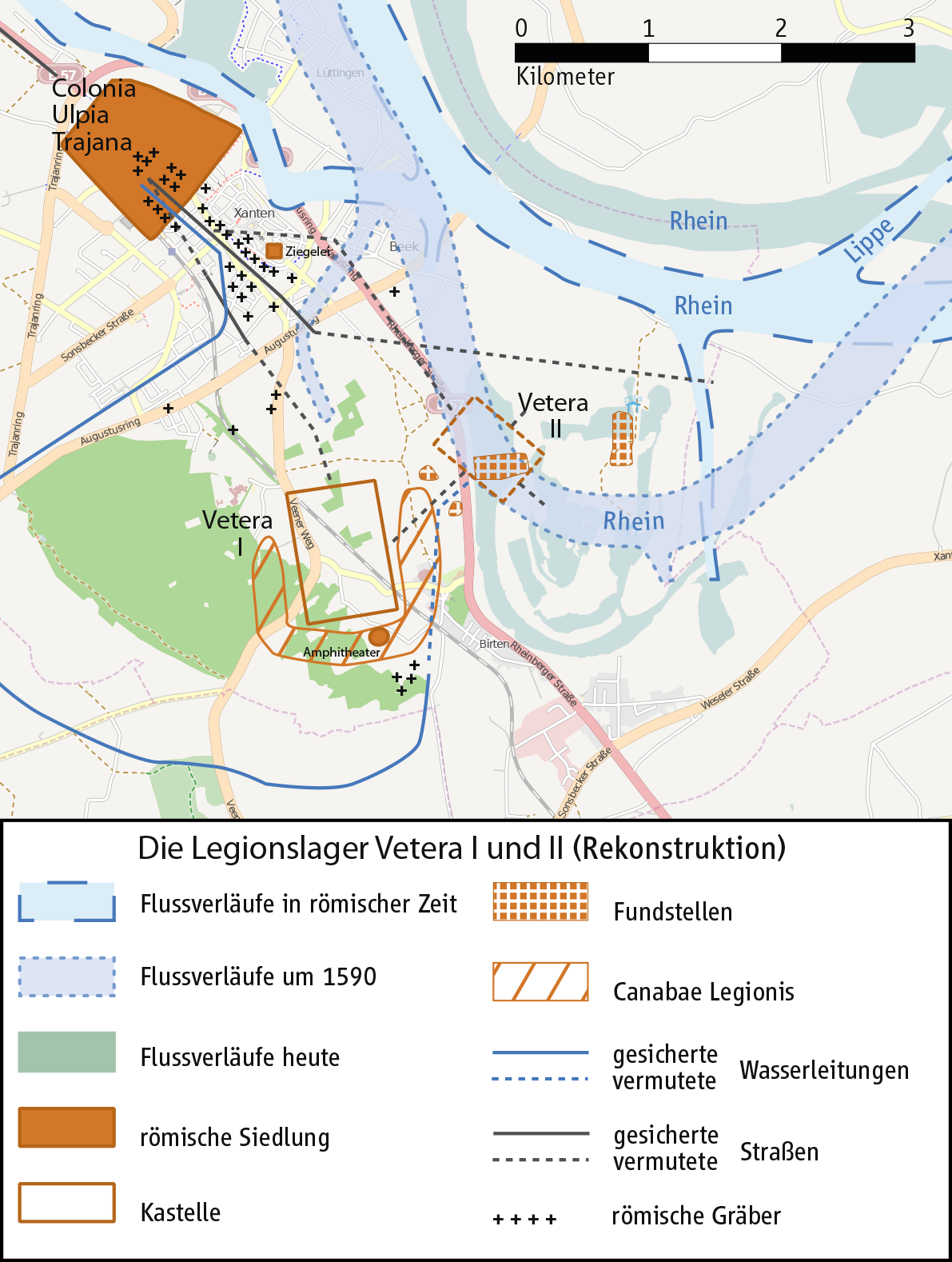
Colonia Ulpia Traiana en de kampen Vetera I en II over de huidige kaart van Xanten heen gelegd.

De geschiedenis van Colonia Ulpia Traiana begint in 13/12 v.Chr. wanneer de Romeinse veldheer Nero Claudius Drusus de legerplaats Castra Vetera laat bouwen op de Fürstenberg (ten zuidoosten van het huidige Xanten) tegenover de toenmalige monding van de Lippe in de Rijn. Dit fort diende als uitvalsbasis voor een veldtocht op de rechter Rijnoever in 8 v.Chr. die leidde tot de onderwerping van de Germaanse stam van de Sugambren. Zij werden gedwongen naar de linker Rijnoever te verhuizen en werden in het vervolg aangeduid als Ciberni, Cuberni of Cugerni. Zij vestigden zich op een plek ten noordwesten van Castra Vetera die weliswaar al in de vierde en derde eeuw v.Chr. door mensen bewoond was geweest, maar die in de twee daarop volgende eeuwen was verlaten.

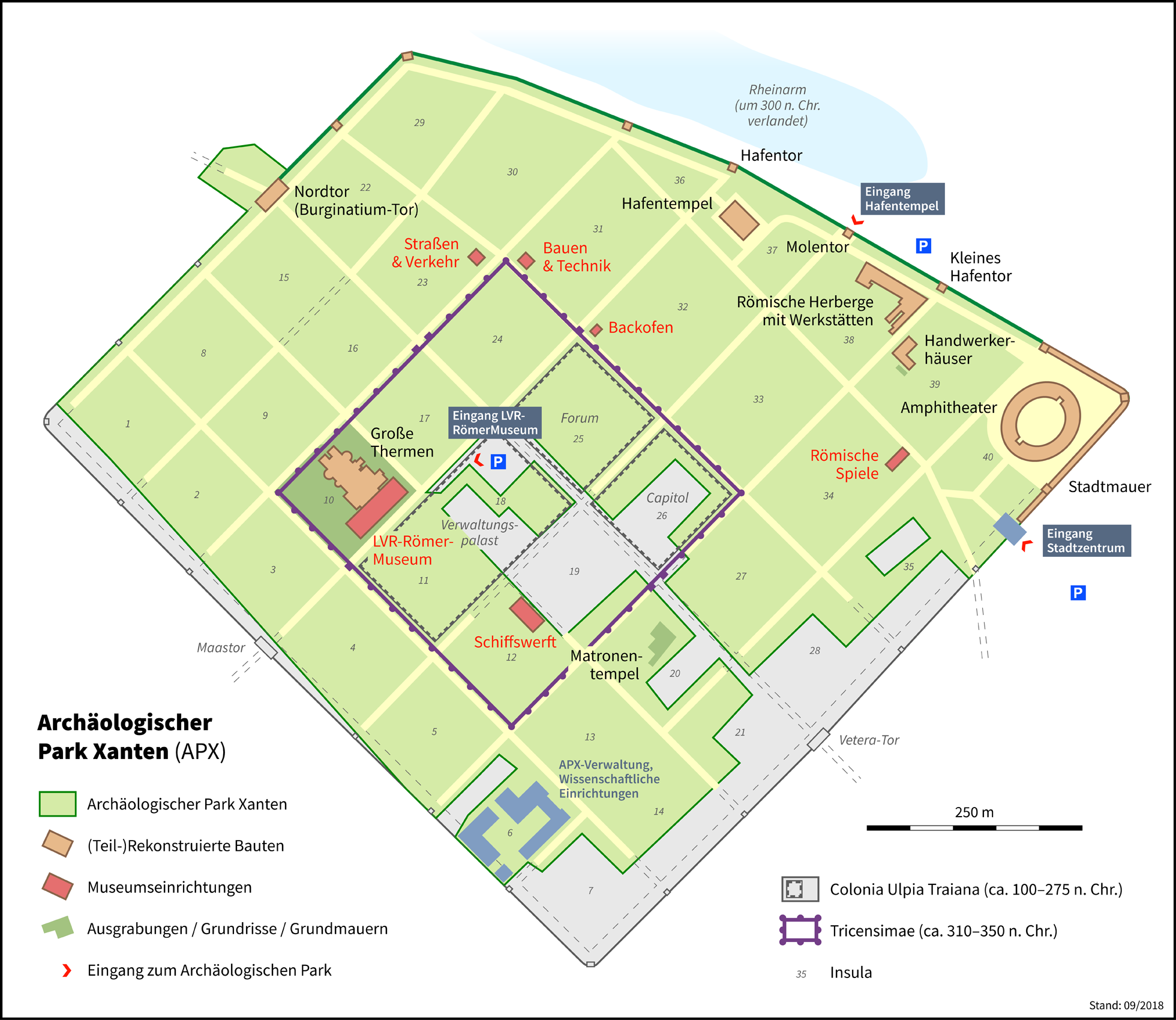
Colonia Ulpia Traiana, Tricensimae en het Archeologisch Park Xanten

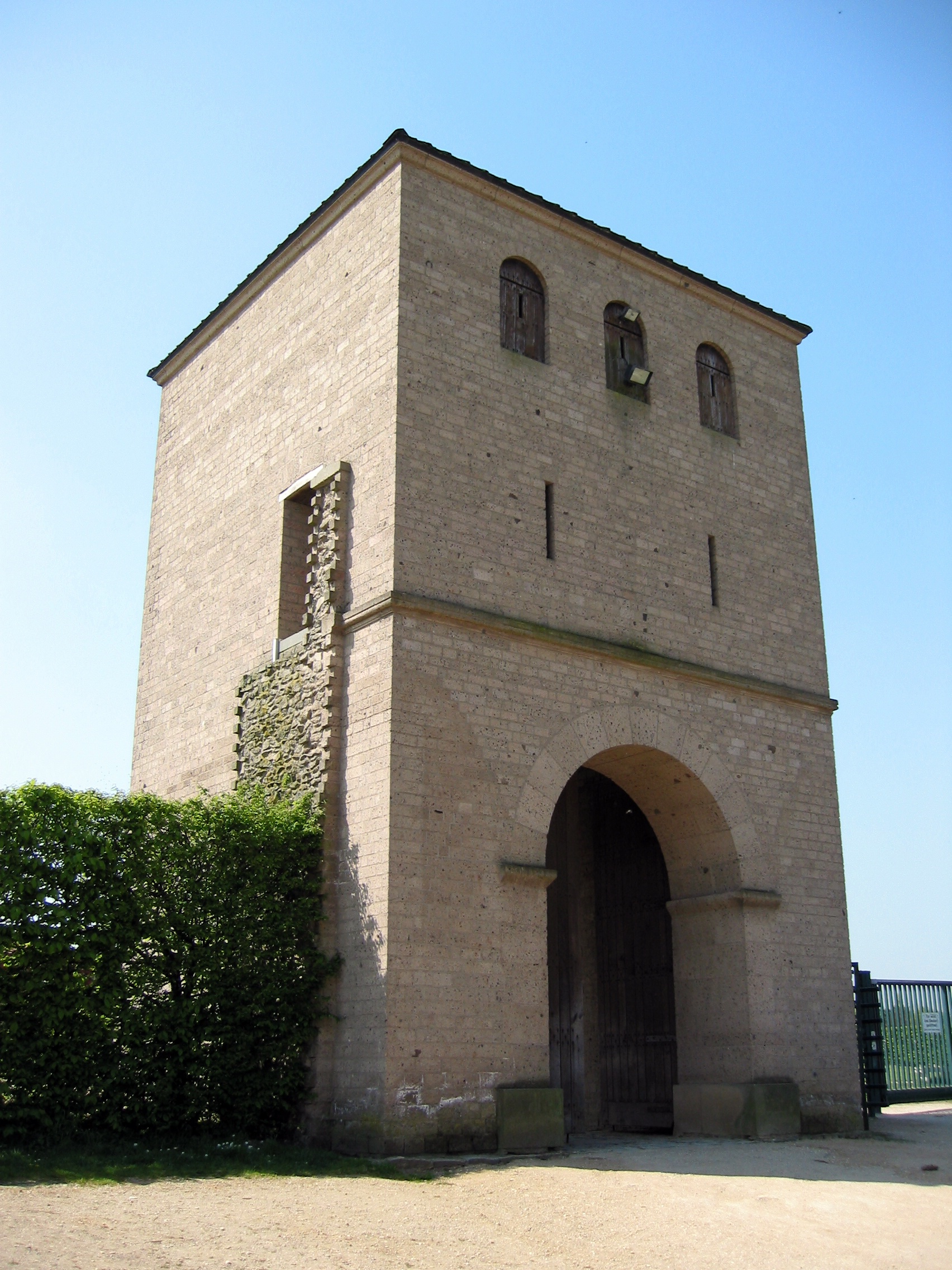
Gereconstrueerde havenpoort van Colonia Ulpia Traiana

De naam van de nieuwe nederzetting is niet bekend, maar waarschijnlijk werd zij vergelijkbaar met de Bataafse hoofdstad "Batavodurum" (waarschijnlijk bij het huidige Nijmegen) aangeduid als "Cibernodurum". De nabijheid van een Romeins legioen in Castra Vetera en de ligging aan een zijarm van de Rijn zorgden ervoor dat de plaats zich in enkele jaren ontwikkelde tot een welvarende handelsnederzetting. Tijdens de Bataafse Opstand (69/70 n. Chr.) deelde de plaats echter het lot van Castra Vetera en werd zij platgebrand.
In 71 werden zowel het fort, zij het meer oostelijk, als de handelsplaats opnieuw opgericht. Rond 100 kreeg de grensstad de status van colonia (stadsrechten) en werd zij hernoemd in Colonia Ulpia Traiana. Dit leidde tot een vrijwel volledige nieuwbouw van de nederzetting. Zij kreeg het uiterlijk van een Romeinse stad met een regelmatig stratenplan (rechthoekig stratenpatroon), tempels, forum (marktplaats, bestuurscentrum), amfitheater, muren en torens. Tevens werd zij voorzien van waterleiding en riolering. Het bouwmateriaal voor de stad werd gedolven in steengroeven in het Zevengebergte en de Eifel en vervolgens met vrachtschepen getransporteerd.
Binnen de muren van de 73 hectare grote stad woonden en werkten circa 10.000 mensen, voornamelijk geromaniseerde Germanen en Galliërs. Tot de kolonie behoorde ook de grond in de omgeving, de zogenoemde ager coloniae. Een groot deel hiervan werd gegeven aan veteranen van het Romeinse leger uit onder andere Castra Vetera. Het bestuur lag in handen van de elite die, indien niet direct uit Italië, uit reeds eerder geromaniseerde gebiedsdelen van het Romeinse Rijk kwam.
Na aanvankelijke bloei kreeg de stad steeds meer problemen omdat de Rijnarm waaraan zij lag verlandde en de haven onbruikbaar werd. In 259 staken Franken de Rijn over en probeerden de stad te veroveren, maar slaagden daar niet in. Een tweede aanval in 276 kon echter niet afgeslagen worden en de stad werd geplunderd en vernield.
Tussen 306 en 311 liet keizer Constantijn de Grote een zwaar versterkte stad met de naam Tricensimae bouwen binnen het gebied van de vroegere Colonia. Dit was toen het belangrijkste Romeinse vestingwerk aan de Nederrijn en nam de functie over van het vroegere Castra Vetera. De vesting werd in 351 veroverd door de Franken en vervolgens in 359 heroverd door de Romeinen. Bij de verovering en herovering waren de muren zo vernietigd dat deze niet meer werden herbouwd. De stad bleef in handen van de Romeinen tot ongeveer 400 toen ze zich moesten terugtrekken uit Neder-Germanië.
De tot ruïne geworden stad werd tot ver in de Middeleeuwen gebruikt als bron voor stenen en metalen voorwerpen. Op de begraafplaats ten zuidoosten van de Colonia ontstond rond het graf van de christelijke martelaar en heilige Victor de stad Xanten (ad Sanctos, naar de heiligen). Na de Middeleeuwen bleef het gebied van de Colonia onbebouwd wat grootschalig archeologisch onderzoek mogelijk maakte. Op het terrein is nu het Archeologisch Park Xanten gevestigd, waarin reconstructies van verschillende gebouwen staan.

## Gebouwen

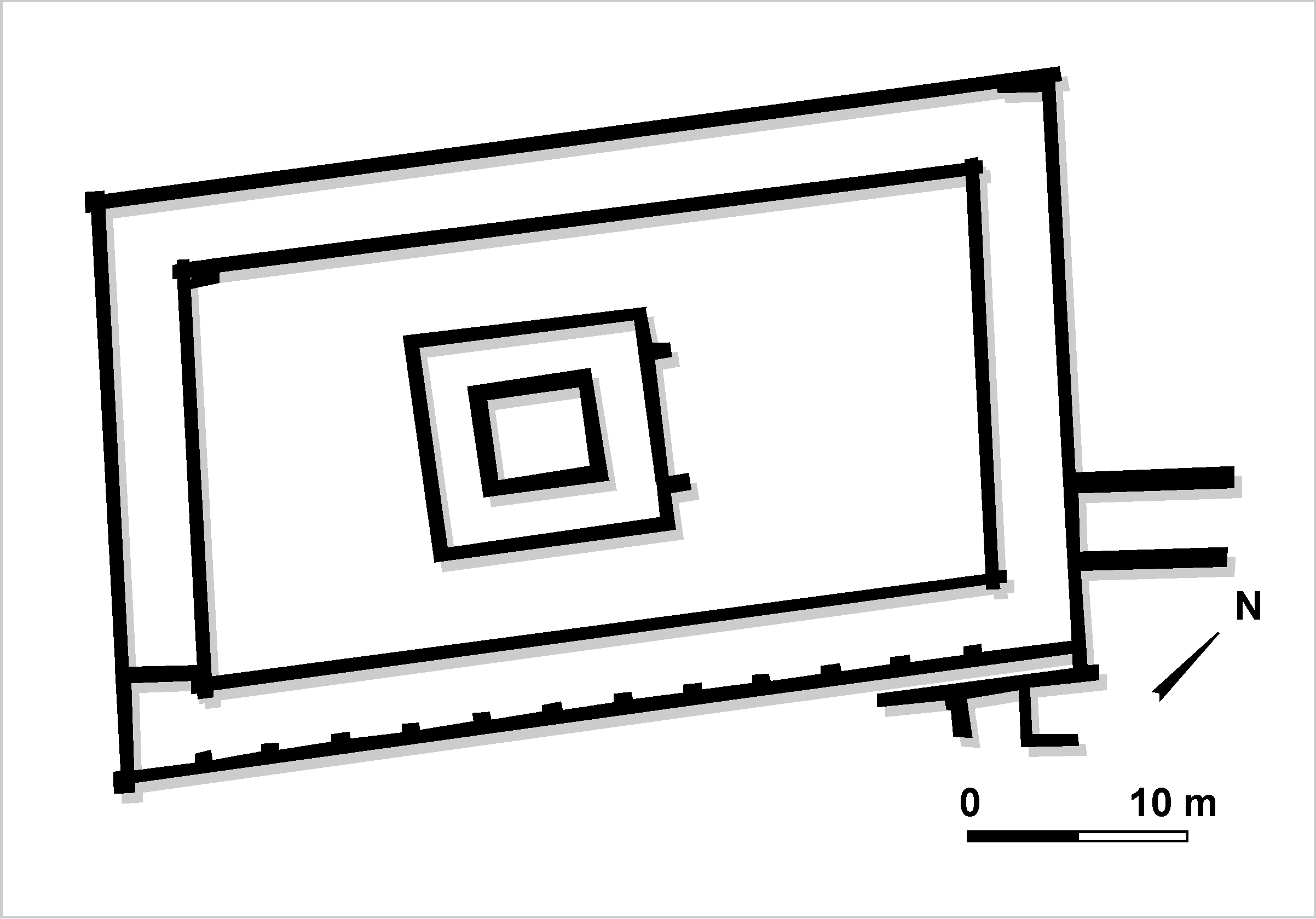
Plattegrond van een aan de Matronen gewijde Gallo-Romeinse tempel

De stad werd door rechthoekig kruisende straten in een patroon van insulae verdeeld. In het centrum van de stad waren het forum dat één insula in beslag nam en de tempel van Jupiter die eveneens één insula vulde. Dezelfde omvang hadden de ten noorden hiervan gelegen thermen. Andere belangrijke openbare gebouwen waren in het zuidoosten gelegen amfitheater en een grote tempel aan de haven aan de oostzijde van de stad. Ook is nog een klein heiligdom gevonden dat aan de Matronen gewijd was.
De Colonia Ulpia Traiana had een schaakbordindeling en had ook een cardo en decumanus. Een cardo is de weg die van noord naar zuid loopt en een decumanus loopt van oost naar west.
De insulae werden verdeeld in percelen die doorgaans 12 bij 44 meter groot waren. In de huizen zijn veel wandschilderingen gevonden, terwijl losse steentjes wijzen op de aanwezigheid van mozaïeken, die echter nog niet zijn gevonden. Ook zijn er nog geen woningen aangetroffen met een atrium of een peristylium. De rijkste inwoners van Colonia Ulpia Traiana waren beduidend minder welvarend dan die van Colonia Claudia Ara Agrippinensium (Keulen) wat zich ook uitte in een meer bescheiden architectuur van de woningen. Raadslid Marcus Sattonius lucundus financierde de restauratie van de thermen van Coriovallum (Heerlen).

## Werelderfgoed
De Nederlandse en Duitse regering hebben de Neder-Germaanse limes in 2011 voorgedragen voor de kandidatenlijst voor het werelderfgoed als uitbreiding op de delen in Duitsland en Engeland. Op 9 januari 2020 is het nominatiedossier aan de UNESCO aangeboden, met daarin de meest complete en best bewaarde vindplaatsen uit de Romeinse tijd.
Op 4 juni 2021 is een positief advies uitgebracht door ICOMOS.
Genomineerd zijn veel belangrijke objecten in en nabij Xanten:
- De limesweg, waarvan het oude wegdek bewaard is gebleven.
- Het eerste fort en de stad met de status van Colonia.
- De ombouw naar het laat-Romeinse fort Tricensima.
- De haven en havenkade met een boothuis.
- De forten voor twee legioenen op de Fürstenberg, de campi en het Amfitheater.

De bijzondere waarden van de plaatsen worden als volgt omschreven:
De stichting van CUT door keizer Trajanus in 100 na Christus, bij het legioensfort van Vetera castra, kan het best begrepen worden in de context van de belangrijke rol die het Neder-Germaanse leger speelde bij zijn installatie in het keizerschap in het jaar 98. Als een belangrijke rekruteringsbasis en nederzetting voor veteranen, verbindt CUT de primaire militaire installaties van forten en hulpforten met de civiele sfeer.
en
De Fürstenberg toont een breed scala aan elementen, met grote forten voor dubbele legioenen, die nooit zijn herbouwd en in originele staat zijn gebleven. De Romeinse topografie is ook intact bewaard gebleven en de beschrijving door de Romeinse historicus Tacitus kan nog steeds worden ervaren zoals hij het zag, op een volledig authentieke wijze.